# Staatliche Naturschutzzentren in Baden-Württemberg

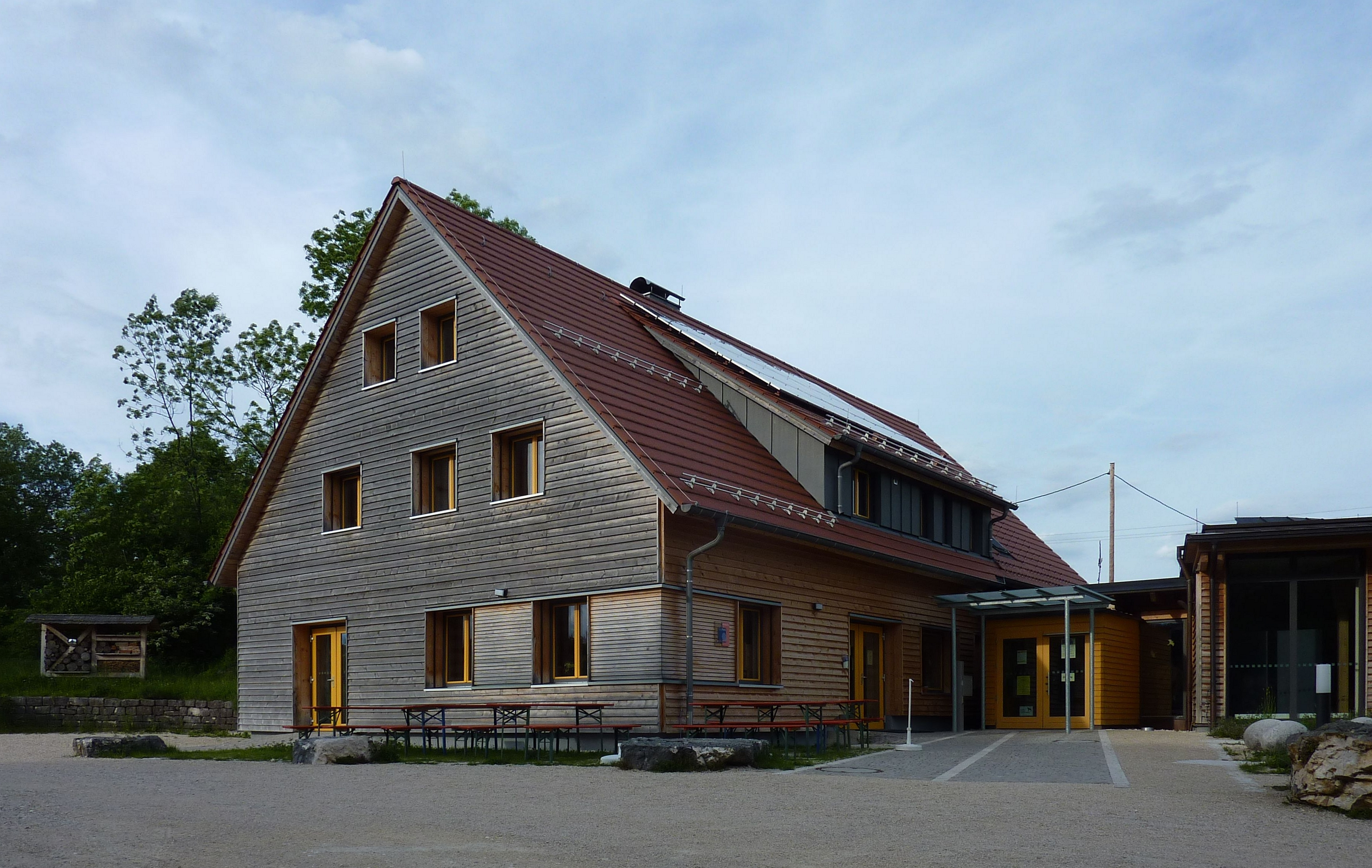
Eingangsbereich des Staatlichen Naturschutzzentrums Schopfloch

Die öffentliche Hand in Baden-Württemberg betreibt derzeit sieben Naturschutzzentren. Die Einrichtungen sollen die zugehörigen Schutzgebiete gemeinsam mit der Naturschutzverwaltung betreuen, an Pflegemaßnahmen mitwirken und die Bevölkerung mit Ausstellungen und Veranstaltungen informieren. Sie werden von Stiftungen betrieben, an denen das Bundesland, Landkreise, Städte, Gemeinden und Verbände beteiligt sind. Zudem erhalten sie Mittel aus dem Europäischen Landwirtschaftsfonds für die Entwicklung des ländlichen Raums. Die Fachaufsicht und die Vertretung im Stiftungsrat übernimmt die jeweilige höhere Naturschutzbehörde.
Für Schüler und Jugendliche bieten die Naturschutzzentren zusammen jährlich ca. 2000 Veranstaltungen mit ca. 30.000 Teilnehmern an.

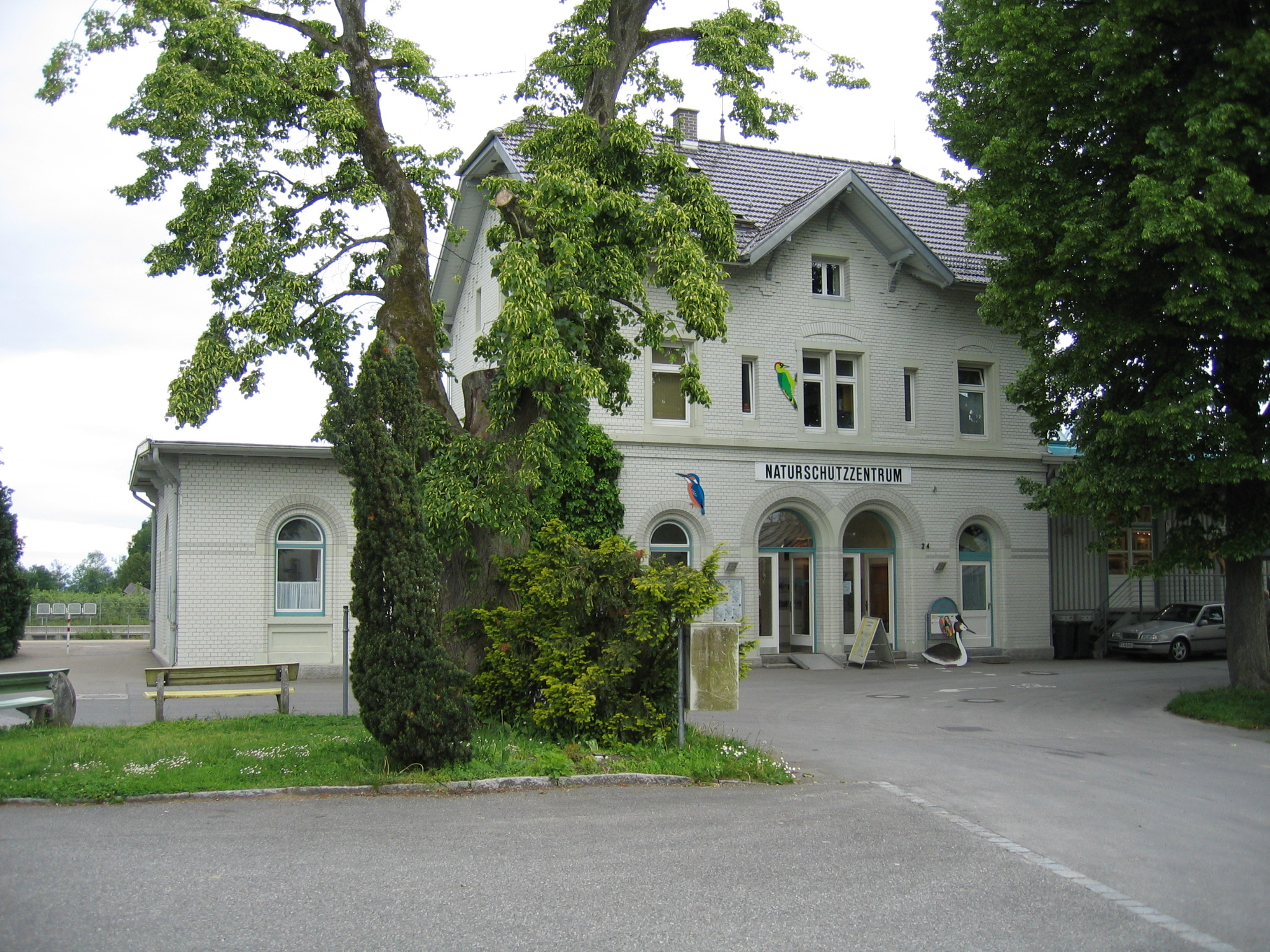
Naturschutzzentrum Eriskirch im alten Bahnhof des Ortes

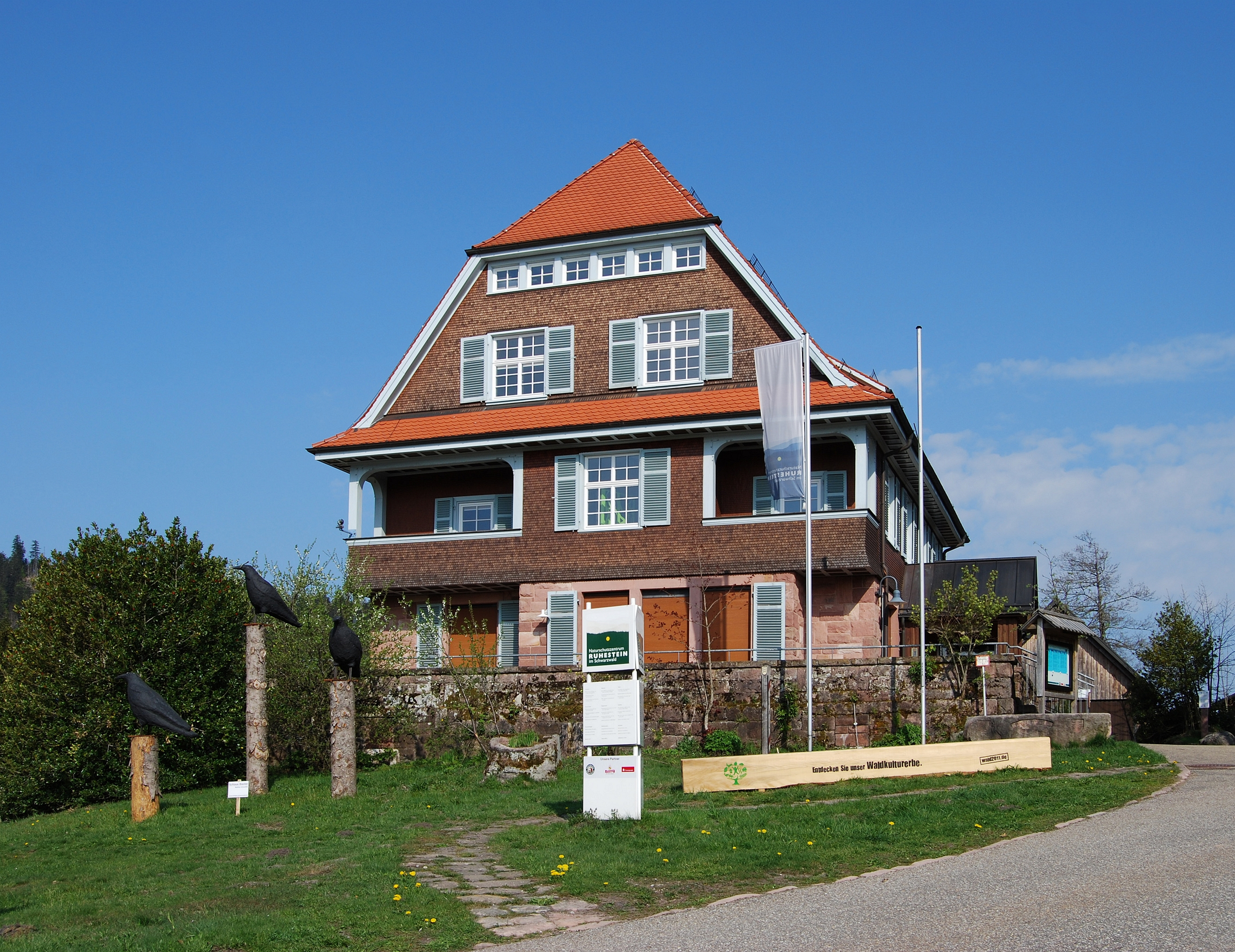
Nationalparkzentrum Ruhestein im Nordschwarzwald

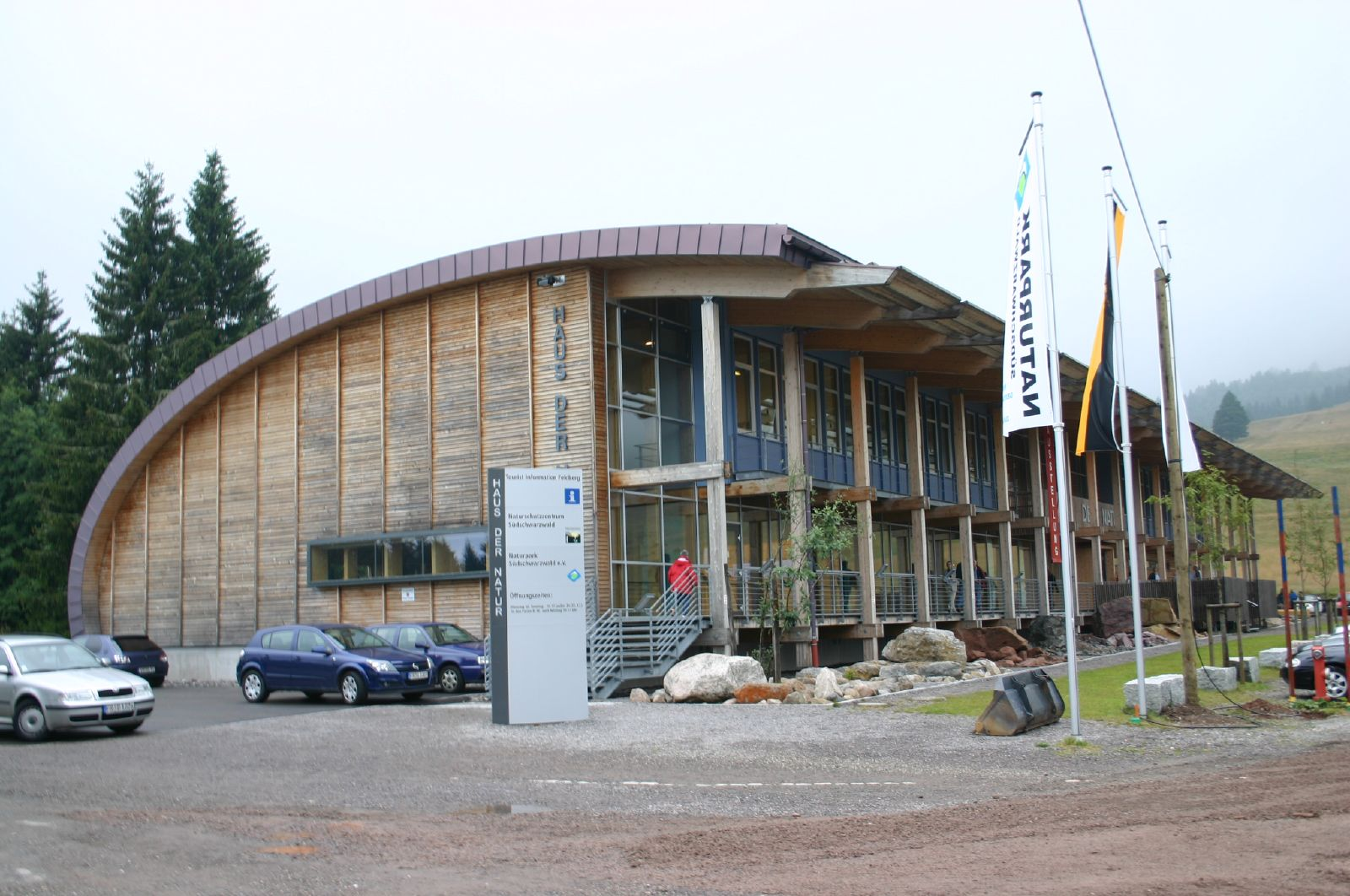
Naturschutzzentrum Südschwarzwald, „Haus der Natur“ am Feldberg

## Zentren
1. Das Naturschutzzentrum Wurzacher Ried war das erste Zentrum in Baden-Württemberg in öffentlicher Trägerschaft. Es wurde am 1. Juni 1985 als gemeinsames Projekt vom Land Baden-Württemberg, dem Landkreis Ravensburg und der Stadt Bad Wurzach eröffnet. Seit 1994 wird es als gemeinnützige Stiftung des bürgerlichen Rechts betrieben. Im Stiftungsrat sind hier das Land Baden-Württemberg, der Landkreis Ravensburg, die Stadt Bad Wurzach sowie der Bund für Naturschutz in Oberschwaben vertreten.[4]
2. Im alten Bahnhof von Eriskirch am Rande des Eriskircher Rieds wurde 1992 das NAZ Eriskirch eingerichtet.
3. Im Ortsteil Schopfloch von Lenningen dient als Informationszentrum des Biosphärengebiets Schwäbische Alb und Infostelle des Geoparks Schwäbische Alb das erste kreiseigene Naturschutzzentrum in Baden-Württemberg. Es wurde 1989 vom Landkreises Esslingen eingerichtet. Daraus wurde dann im Herbst 1994 das NAZ Schopflocher Alb als Stiftung des bürgerlichen Rechts in der Trägerschaft des Landes und der Landkreis Esslingen gegründet.
4. Schon 1980 wurde der Verein Naturpark Obere Donau gegründet, dem neben den 55 Gemeinden und vier Landkreisen Vertreter der Land- und Forstwirtschaft, des Naturschutzes, der Regionalverbände, des Schwäbischen Albvereins, der Bergwacht, des Deutschen Alpenvereins und der Aktion Ruinenschutz Oberes Donautal angehören. Der Verein baute 1996 das ehemalige Bahnhofsgebäude von Beuron zum Naturschutzzentrum Obere Donau aus.
5. Das NAZ Karlsruhe-Rappenwört, am Rande von Rappenwört in den Auen des Oberrheins, wurde 1996 gegründet. Es befindet sich in einem von Walter Merz (1897–1963) 1929 entworfenen Bauhaus-Gebäude, welches zunächst als Vogelwarte genutzt worden war. Es steht unter Denkmalschutz.[5]
6. Das NAZ und Nationalparkzentrum Ruhestein (915 m ü. NN), an der Schwarzwaldhochstraße im Nordschwarzwald, entstand 1997, war Geschäftsstelle des Naturparks Schwarzwald Mitte/Nord und wird seit der Gründung des Nationalparks Schwarzwald 2014 als dessen zentrales Nationalparkzentrum ausgebaut. Im Jahre 2021 soll an dem Standort ein neues, größeres Besucherzentrum eröffnet werden.[6]
7. Das Naturschutzzentrum Südschwarzwald liegt am Feldberg und ist zugleich Geschäftsstelle des 1999 als eingerichteten Naturparks Südschwarzwald. Das Zentrum wurde als siebtes, bisher letztes und bisher größtes Naturschutzzentrum in Baden-Württemberg am 14. Dezember 2001 eröffnet.